# Calathea hylaeanthoides
Calathea hylaeanthoides är en strimbladsväxtart som beskrevs av J.D.Kenn. Calathea hylaeanthoides ingår i släktet Calathea och familjen strimbladsväxter. Inga underarter finns listade.